# حزب العمال الشيوعي الإيراني
حزب العمال الشيوعي الإيراني (بالفارسية: حزب کمونیست کارگری ایران) هو حزب شيوعي سياسي تأسس في سنة 1991 كحزب معارض لنظام الجمهورية الإسلامية الإيرانية بهدف إنشاء جمهورية اشتراكية من قبل منصور حكمت. ومن أشهر أعضائه الآخرين هم مصطفى صابر و مينا أحدي وآذار ماجدي ومريم نمازي. ينشط الحزب حالياً في بريطانيا.